# 北海道道492号沙留停車場線

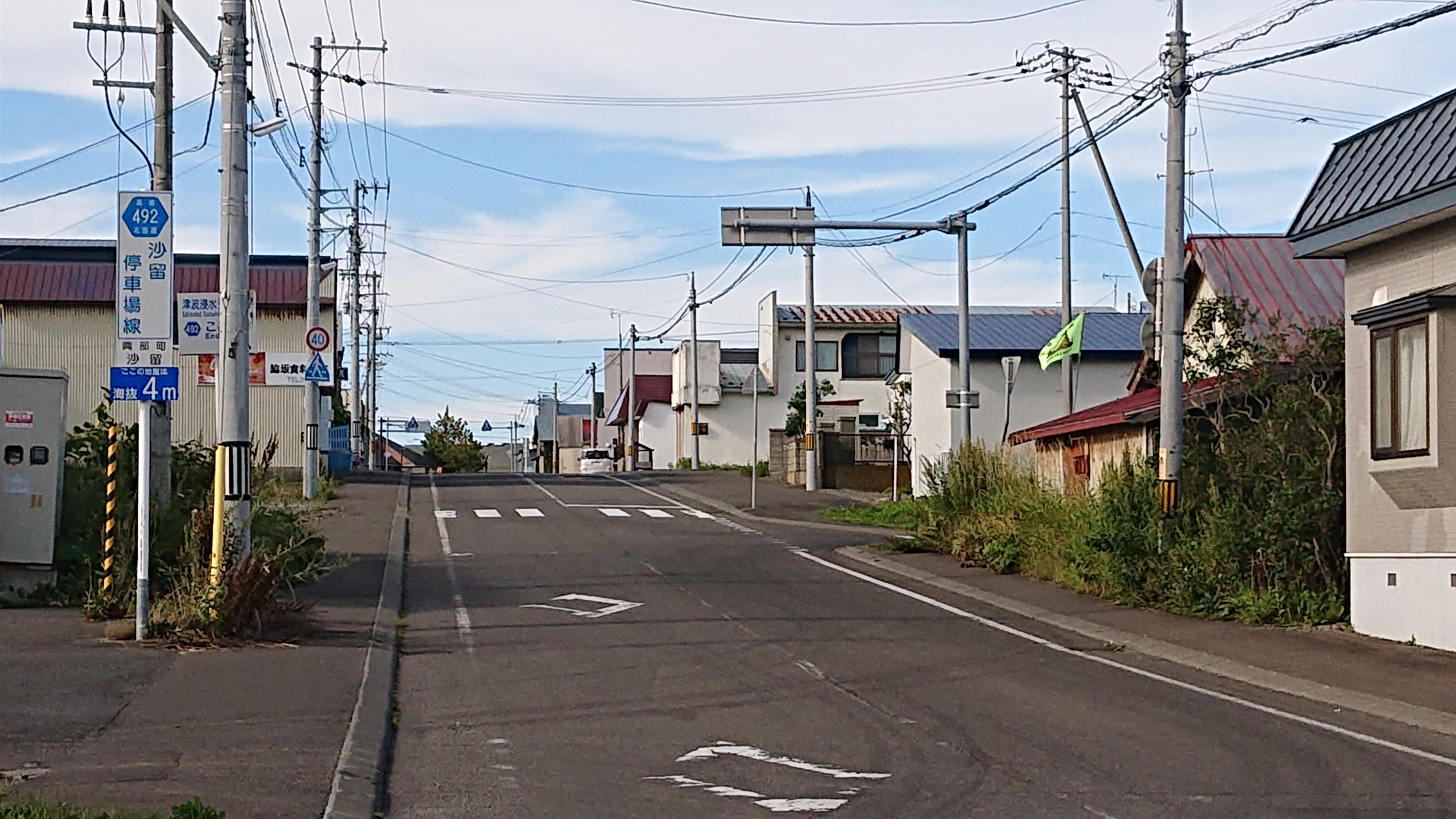
北海道道492号沙留停車場線（興部町沙留）

北海道道492号沙留停車場線（ほっかいどうどう492ごう さるるていしゃじょうせん）は、北海道紋別郡興部町沙留緑町と沙留港町を結ぶ一般道道（北海道道）である。

## 概要

### 路線データ
- 起点：北海道紋別郡興部町沙留港町（旧JR北海道 名寄本線 沙留駅跡）
- 終点：北海道紋別郡興部町沙留緑町（国道238号交点）
- 路線延長：0.9 km（総延長）

## 歴史
- 1965年（昭和40年）3月26日 - 路線認定[1]。

## 地理

### 通過する自治体
- オホーツク総合振興局
  - 紋別郡興部町

### 交差する道路
興部町
- 国道238号 - 沙留緑町（終点）

### 沿線にある施設など
興部町
- 興部町立沙留小学校 - 字沙留328
- 沙留郵便局 - 字沙留94-1